# 요코하마 스타디움
요코하마 스타디움(일본어: 横浜スタジアム)은 일본 가나가와현 요코하마시에 있는 야구장이며, 프로 야구 센트럴 리그 팀인 요코하마 DeNA 베이스타스의 홈구장이다. 1977년 4월에 착공하여 이듬해인 1978년 4월 4일에 개장, 3만명의 관중을 수용할 수 있는 대규모 구장이다. 대한민국의 사직야구장이 이 구장을 모델로 삼은 것으로 알려져 있다. 2020 도쿄 올림픽의 주 야구경기장이기도 하다.

## 갤러리

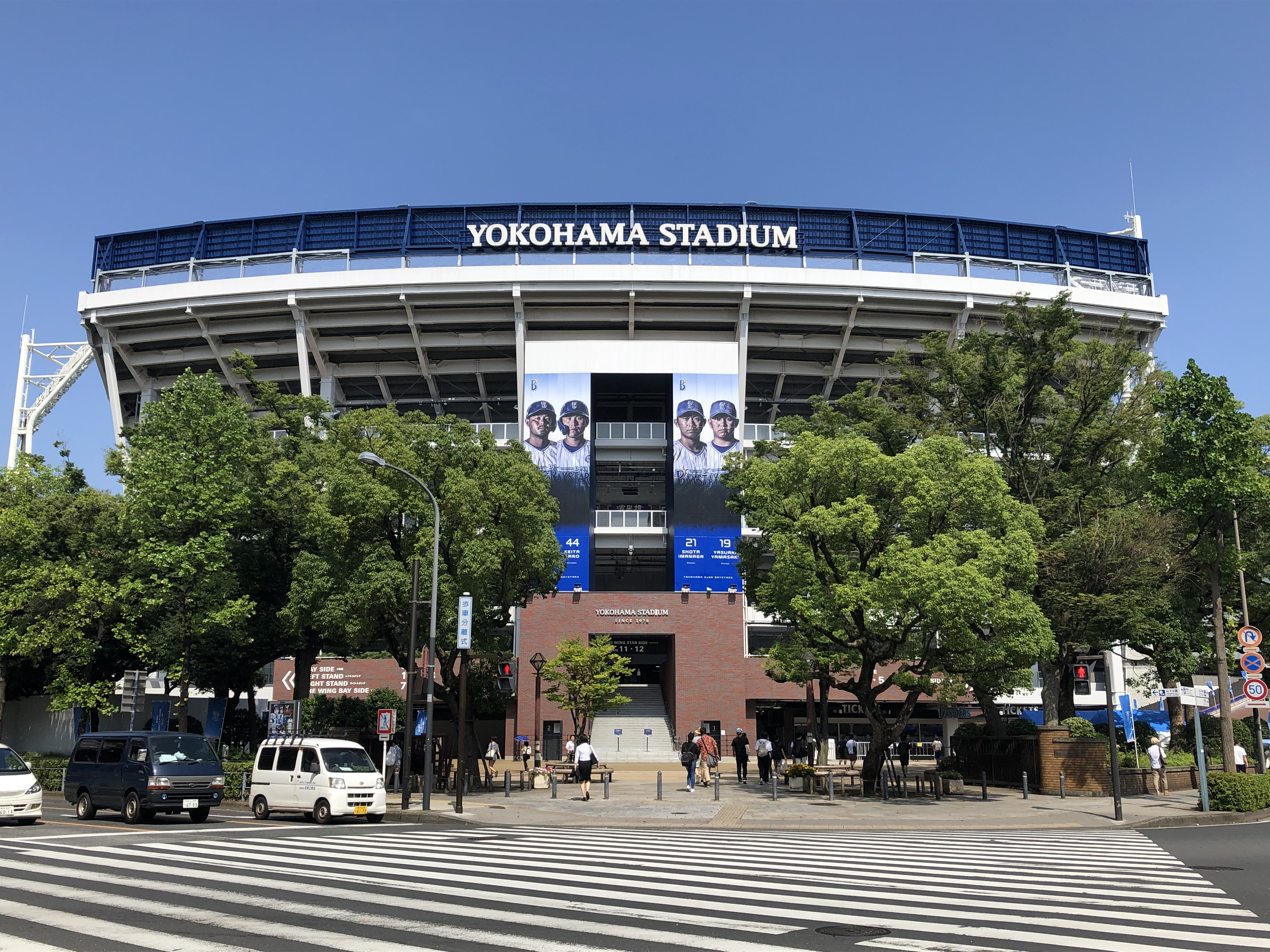
구장 외관
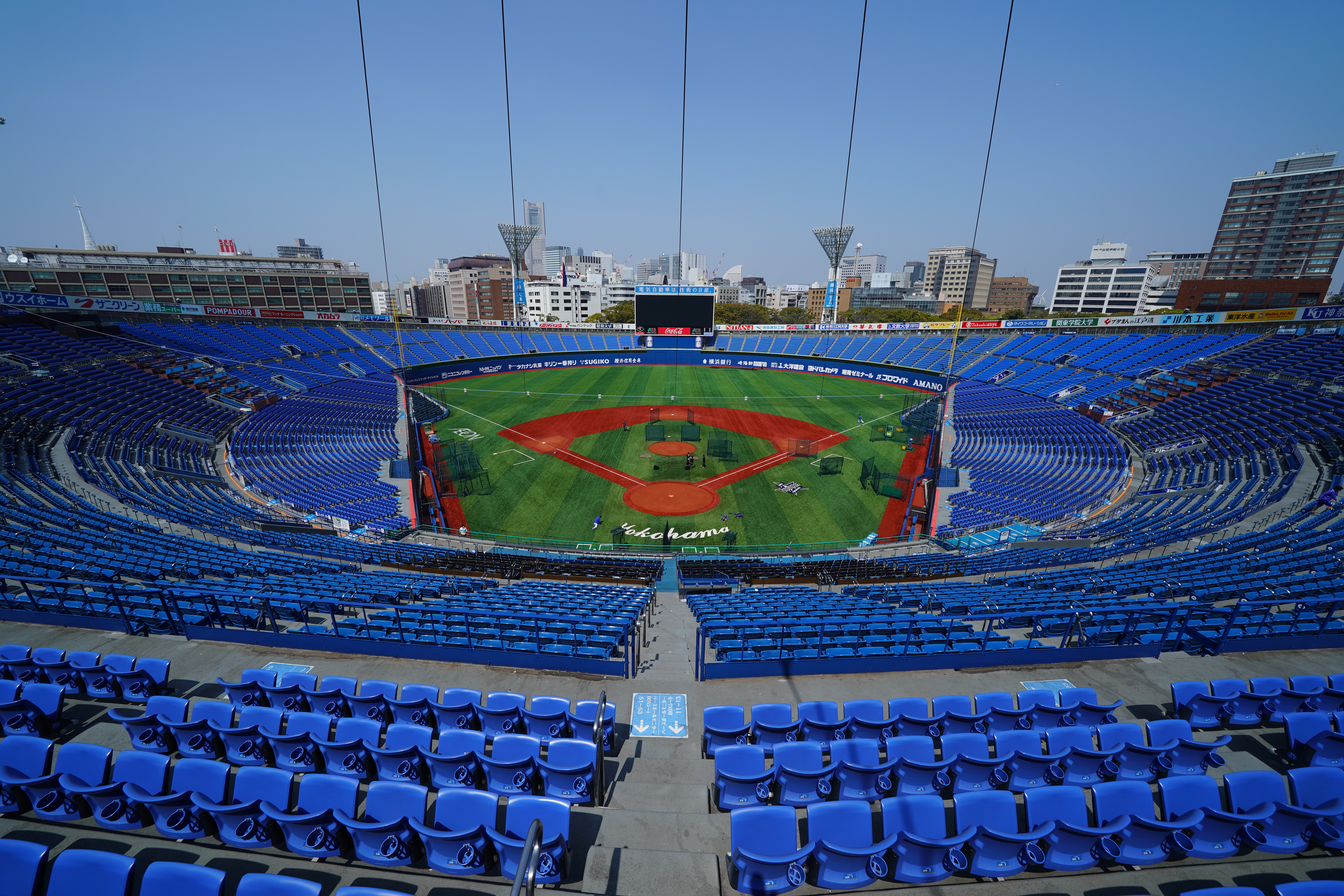
구장 내부
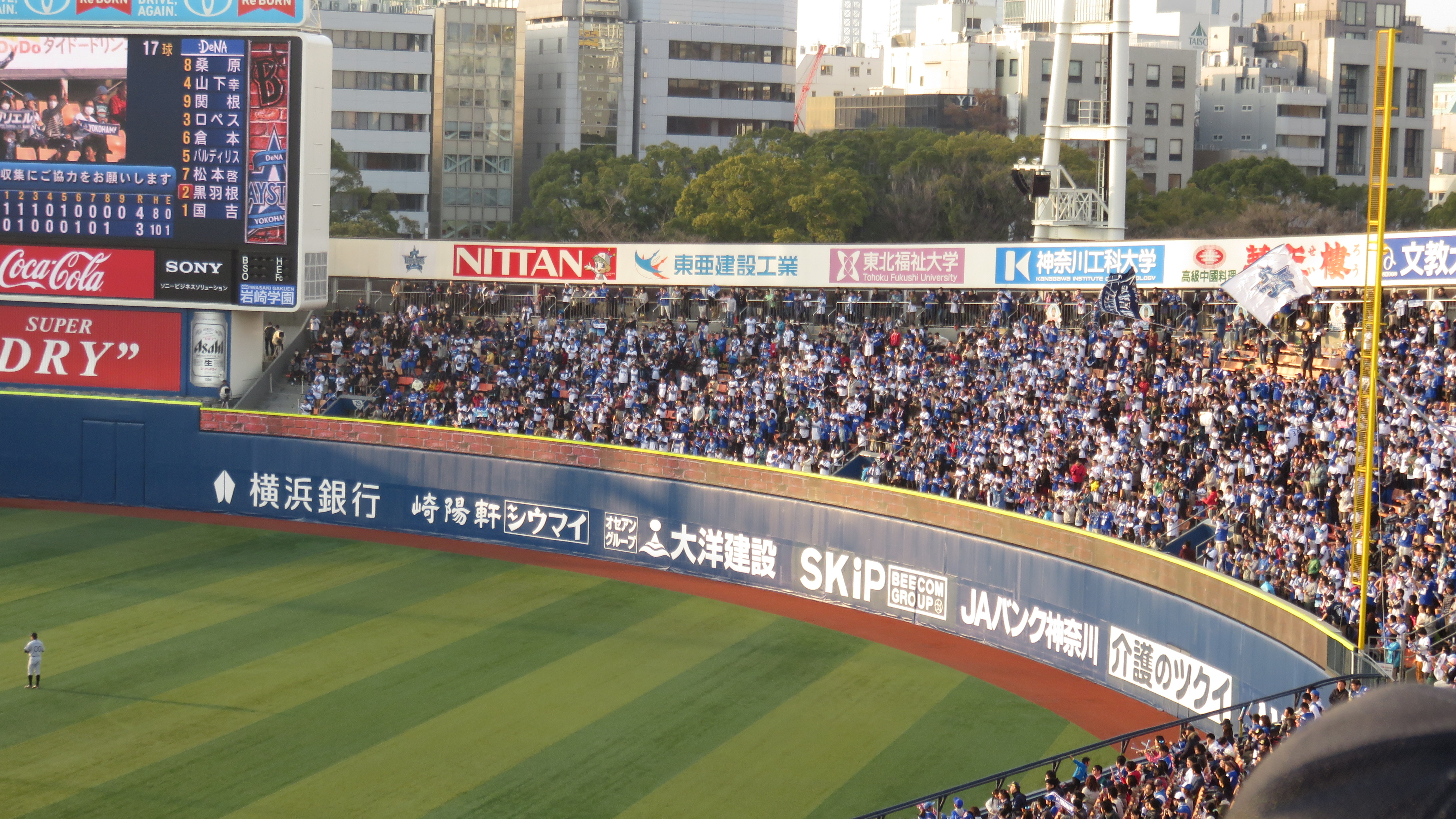
외야 관중석
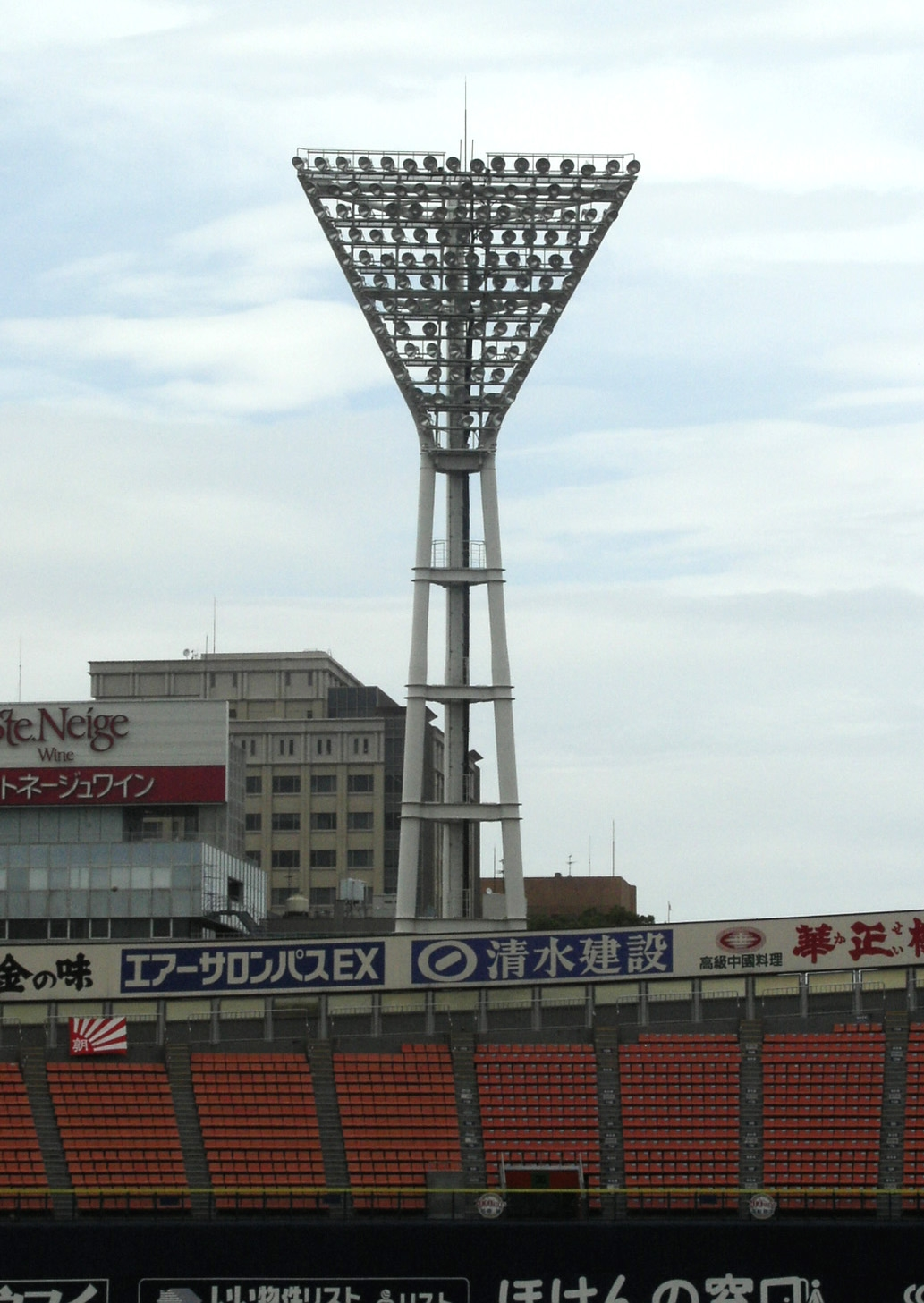
대형 조명탑
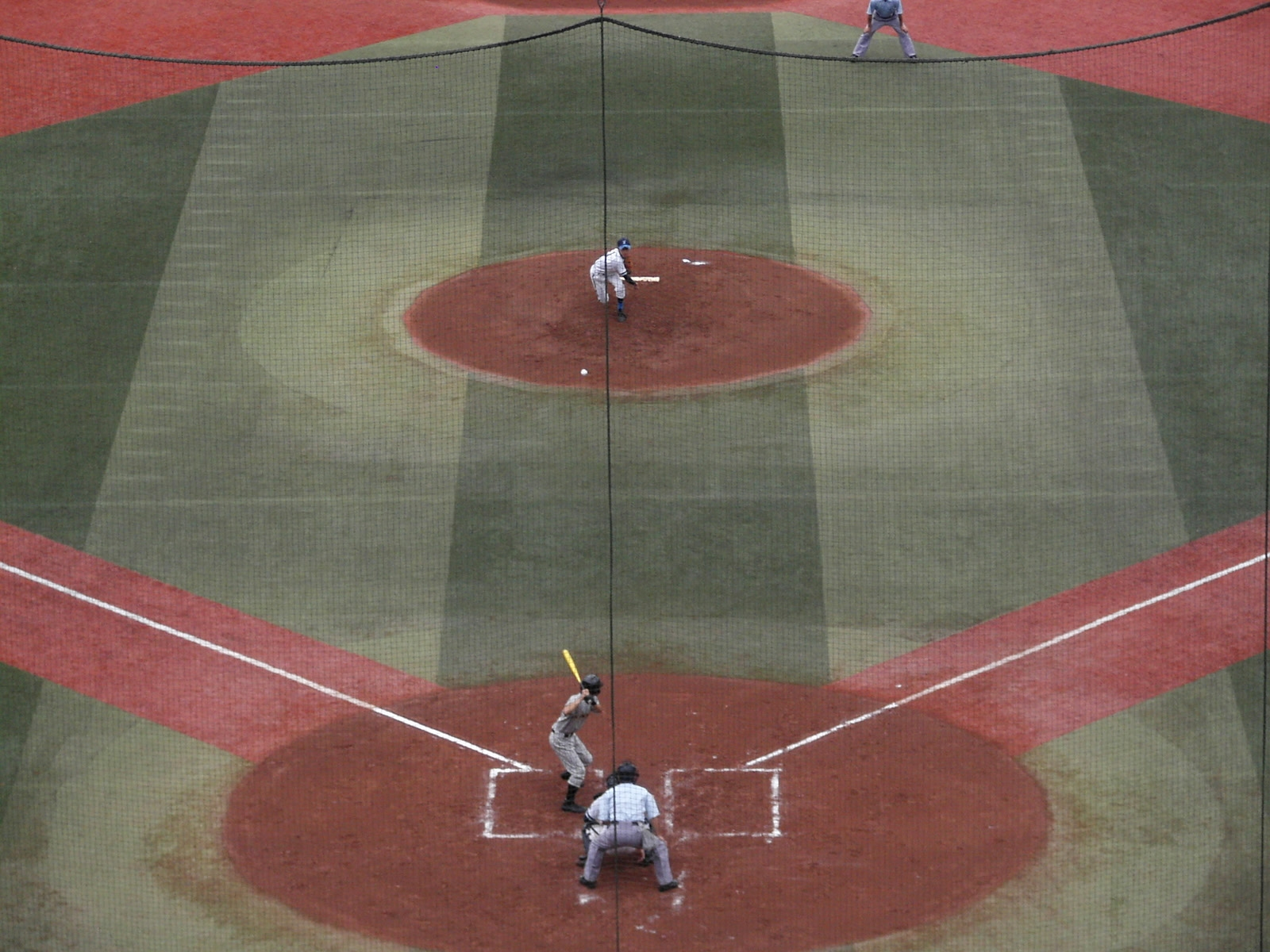
마운드에서 경기를 진행하고 있는 모습
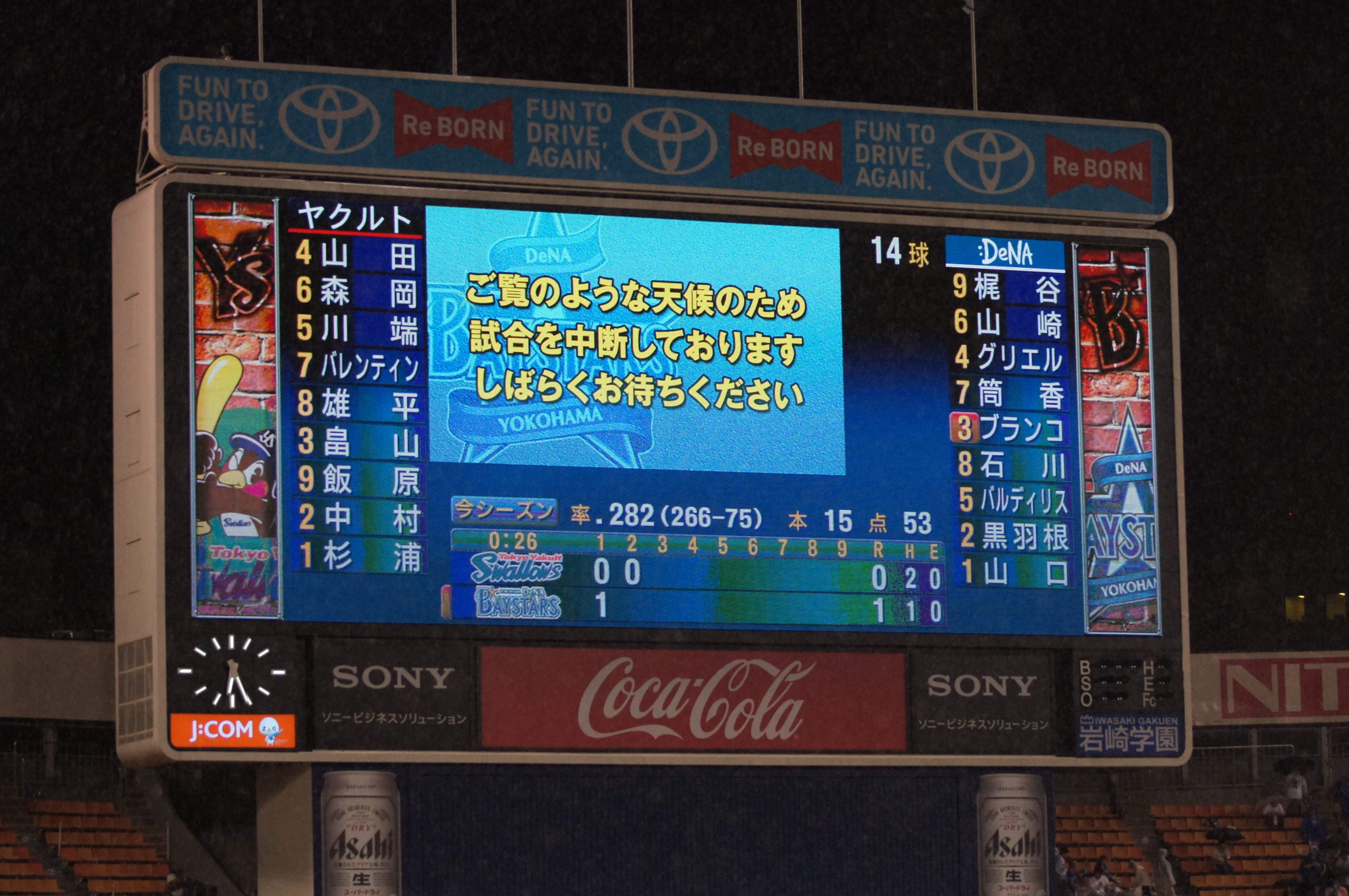
야쿠르트와 DeNA가 시합하고 있는 장면
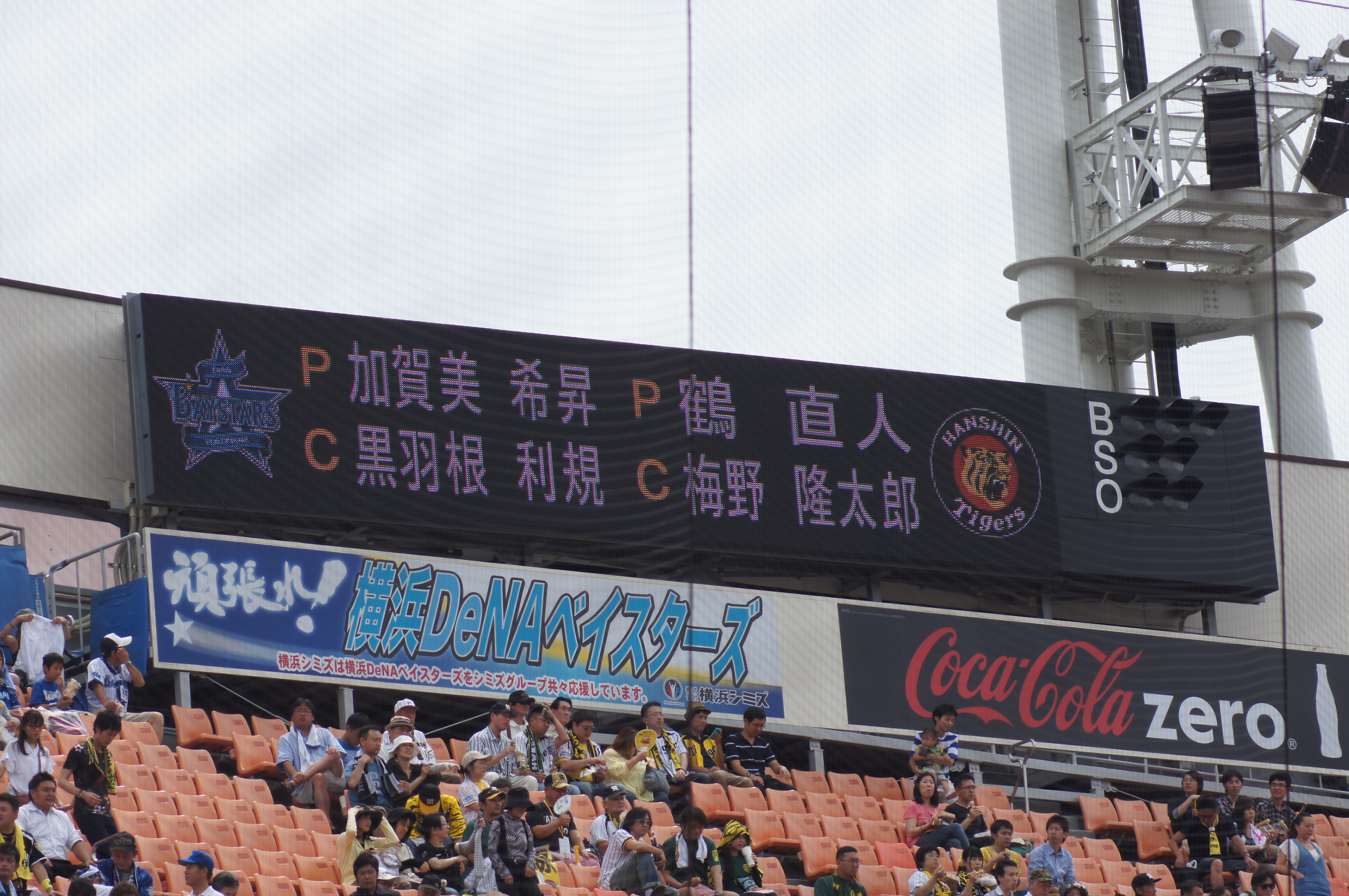
요코하마 DeNA와 한신 타이거즈의 시합 장면과 함께 주변 관중석에서 응원하고 있는 모습
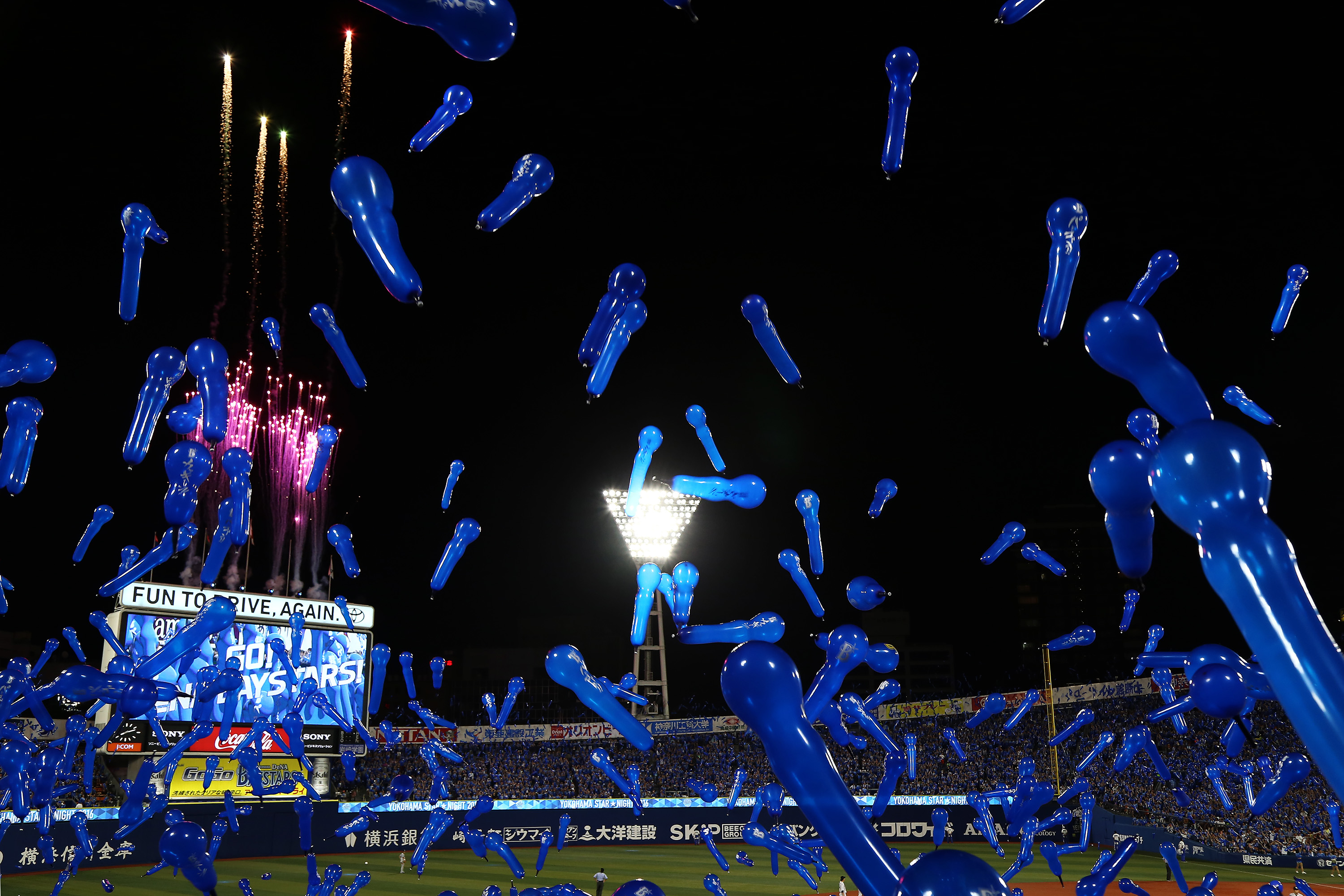
축하 풍선과 불꽃 쇼를 치르고 있는 요코하마 스타디움의 모습